# جان هاورد کیان
جان هاورد کیان (به انگلیسی: John Howard Kyan) ‏
(۱۷۷۴-۱۸۵۰) ابداع‌کنندهٔ روش تیمار کیانی برای حفاظت از چوب بود.
کنش حفاظتی محلول بیکلورید جیوه پیش از آن شناخته‌شده بود ولی کیان پیشنهاد کرد تا الوار چوب را برای تیمار در مخزنی حاوی یک محلول تصاعدی خورنده فروکنند.
وی بر این باور بود که با این‌کار یک ترکیب شیمیایی دائمی میان نمک جیوه و الیاف چوبی صورت می‌گیرد.
این روش در ساخت شمار زیادی از ساختمان‌های بزرگ بریتانیا و آمریکا انجام شد ولی بعدها رفته‌رفته کاربرد آن منسوخ گشت.